# Trece Mártires
Trece Mártires es una ciudad filipina de la provincia de Cavite. Según el censo de 2000, tiene 41 653 habitantes en 8761 casas. Mientras el capital provincial es Imus, el capitolio se localiza en Trece Mártires.

## Barangayes
Trece Mártires se divide administrativamente a 13 barangayes, 3 urbano y 10 rural.
- Cabezas (Palawit)
- Cabuco (Canggahan)
- De Ocampo
- Lallana (Panuka)
- San Agustín (Població)
- Osorio
- Conchu (Lagundian)
- Pérez (Lucbanan)
- Aguado (Piscal Mundo)
- Gregorio (Aliang)
- Inocencio (B. Pook)
- Lapidario (Bayog)
- Luciano (Bitangan)